# Niels Thomassen
Niels Thomassen (født 1940) er en dansk filosof som er uddannet mag.art. i filosofi ved Aarhus Universitet, hvor han har læst under både K. E. Løgstrup og Johannes Sløk. I 1967 blev han ansat som som lektor i filosofi og religion ved Syddansk Universitet. Hans hovedområder er livsfilosofi, etik og religionsfilosofi.